# جون فروست (سياسي جنوب إفريقي)
جون فروست (بالإنجليزية: John Frost)‏ هو سياسي جنوب أفريقي، ولد في 8 أغسطس 1828، وتوفي في 2 أبريل 1918.